# 芦部信喜
芦部 信喜（あしべ のぶよし、1923年〈大正12年〉9月17日 - 1999年〈平成11年〉6月12日）は、日本の法学者。専門は憲法学。学位は法学博士（東京大学・1962年）。憲法学の権威とされる。宮澤俊義門下。弟子に横田耕一、高橋和之、戸松秀典、戸波江二、野坂泰司、日比野勤、長谷部恭男など。
1990年日本学士院会員、1993年文化功労者。1986年から1992年まで日本公法学会理事長。護憲派憲法学者団体の全国憲法研究会代表、国際人権法学会理事長等も歴任。著書『憲法』（岩波書店）は代表的な著作であり、累計100万部を超えるロングセラーとなっている。称号は東京大学名誉教授。軍在籍時の階級は陸軍少尉。
「自由の基礎法」として近代憲法を位置付け、日本国憲法における統治機構の原理及び人権保障のありかたを理論的に考察した。

## 人物・来歴
長野県上伊那郡赤穂村（現駒ヶ根市）生まれ。父は駒ヶ根初代市長、赤穂信用金庫（現アルプス中央信用金庫）理事長、駒ヶ根商工会議所会頭などを務めた芦部啓太郎。
赤穂尋常高等小学校（現長野県駒ヶ根市立赤穂小学校）、旧制伊那中学校（現長野県伊那北高等学校）、旧制松本高等学校文科甲類（現信州大学文理学部）を経て、学年短縮措置で半年早い1943年10月に東京帝国大学法学部政治学科入学。旧日本軍二等兵・少尉等を経て、1946年復学、1949年東京大学法学部政治学科卒。
1949年東京大学法学部助手（宮沢俊義の下で憲法学を専攻）、1952年同助教授。1962年「憲法制定権力の研究」により法学博士（東京大学）の学位を取得。ハーヴァード・ロー・スクール留学を経て、1963年東京大学法学部教授、1980年同学部長、1984年同名誉教授（定年退官）、1984年学習院大学法学部教授、1994年放送大学教授等を歴任。
この間、1994年から1996年まで朝日新聞社紙面審議会会長を務めた他、九州大学、名古屋大学、京都大学、北海道大学の大学院等でも教鞭をとる。法制審議会委員、宗教法人審議会会長、電波監理審議会会長等も歴任。中曽根政権下の靖国懇のメンバー。総理大臣の靖国神社参拝は合憲とする靖国懇の多数意見に対し、違憲とする少数意見を書いた。自衛隊について戦力の観点から、違憲との認識を示した。
1999年、東京大学病院において肝不全のため死去。75歳没。葬儀委員長は長谷部恭男が務めた。

## 学説
芦部は、戦前通説的見解とされた師である宮沢の学説を承継した上で、アメリカ合衆国の憲法学説・判例を他に先駆けて導入し、戦後の憲法学界における議論をリードし、その発展に寄与した。
芦部は、まず、憲法が歴史の所産であるとした上で、市民革命を経て発展してきた近代憲法は、何より「自由の基礎法」である点に特質があり、「個人の尊重原理」とそれに基づく体系を根本規範とする価値秩序であるとする。かかる立場からは、憲法は、国法秩序において最も強い形式的効力を有する「最高法規」でもあり、国家権力を制限する「制限規範」でもあることになるが、近代憲法を支えた古典的な立憲主義の思想は、現代においては、社会国家・福祉国家の思想と両立し、民主主義とも密接に結合するなど変容しているとする。その上で、日本国憲法の制定の過程には、歴史上様々政治的な要因が働いていることは否定できないが、結局のところ、国民自ら憲法制定権力を発動させて制定したものであるとみるほかないとして宮沢の八月革命説を支持し、その結果、上掲の特質を全て備えた日本国憲法が制定されたとみる。
次に、人権も憲法と同様に歴史の所産であるとした上で、上掲の日本国憲法の制定過程や人権宣言の歴史に鑑みれば、日本国憲法は、明治憲法下の外形的人権宣言と異なり、自由権のみならず、社会権もともに「人間の尊厳性の原理」に基づき、固有性・不可侵性・普遍性を有する自然権として保障しているとする。人権を「公共の福祉」に反しない限り保障していることの意味については、自由国家的公共の福祉と社会国家的公共の福祉の二つの側面があるとの内在的制約説をとり、宮沢説を基本的には承継しつつも、宮沢がその内容は多くの判例の積み重なりを待つしかないとしていたことに対しては、具体的な権利の制約範囲を確定できないと批判した上で、基本的人権の制約範囲を決定する違憲審査基準としてアメリカにおけるカロリーヌ判決において提唱された経済的自由に比して精神的自由の優位性を認める二重の基準論を採用することを主張した。その上で、二重の基準論の根拠として、代表民主制という統治システムをとる制度の下では精神的自由が保障されていれば民主政の過程において議会で是正できることを重視して、統治機構と人権を理論的に架橋する道を開き、具体的な訴訟の中で人権保障のあり方を考える憲法訴訟論を展開した。
また、『国会が全国民を「代表」する議員によって組織される』とされていることの意味については、宮沢が「代表」とは法的な意味ではなく、国会の意思が国民の意思であると看做されるという「政治学的代表」を意味するとしたが、芦部は宮沢説を基本的に継承しつつ、第二次世界大戦後の経済的発展に伴い社会構造が複雑化し、国民の価値観が多元化したという歴史に鑑みれば、「代表」とは、国会と国民の意思が事実上一致ないし少なくとも類似しなければならないとの憲法上の要請があるという「社会学的代表」を意味するとし、国民の意思を公平かつ忠実に国会に反映する選挙制度を制定することが憲法上要請されているとする。
そして、内閣に属する「行政権」の意義につき、国家作用の分化の歴史からすれば、すべての国家作用から立法作用と司法作用を除いた残りの作用であるとする「行政控除説」が妥当であるとし、議院内閣制の本質についても、それがイギリス憲政史において自然発生的に成立した政治形態であるとした上で、かかる議院内閣制を日本国憲法が採用したという歴史に鑑みれば、議院と政府が一応分裂し、政府が議会に対して連帯責任を負うことである点にこそ本質があり、政府が議会の解散権を有することにはないとの「責任本質説」をとる。
さらに、裁判所に属する司法権の概念自体が歴史的なもので理論的に定めることはできないとし、裁判所の判断である判例には一定の法創造機能が認められ、一定の政策形成機能をも有するとする。芦部によれば、古典的な立憲主義は現代では民主主義と矛盾しないように変容をうけているだけでなく、違憲審査制はアメリカの歴史上憲法の最高法規性を確保する手段として確立された制度で人権保障の手段であり、しかも人権には代表民主制とは密接に関係するものもあるから、裁判所が違憲審査権を行使することは何ら民主主義原理と矛盾するものではなく、現代では裁判所が一定の公共政策を形成することが期待されていることからすれば、むしろ積極的に違憲審査権を行使しなければならないこともあるとする。

## 著書
- 『憲法と議会政』（東京大学出版会、1971年）
- 『憲法訴訟の理論』（有斐閣、1973年）
- 『現代人権論』（有斐閣、1974年）
- 『憲法訴訟の現代的展開』（有斐閣、1981年）
- 『憲法制定権力』（東京大学出版会、1983年）
- 『司法のあり方と人権』（東京大学出版会、1983年）
- 『憲法の焦点Ⅰ～Ⅲ』（有斐閣リブレ、1984年～1985年）
- 『国家と法Ⅰ』（放送大学教育振興会、1985年）
- 『憲法判例を読む』（岩波書店、1987年）
- 『憲法学Ⅰ～Ⅲ』（有斐閣、1992年～1998年）
- 『憲法』（岩波書店、初版1993年、新版1997年、新版補訂版1999年、第3版2002年、第4版2007年、第5版2011年、第6版2015年、第7版2019年）ISBN 978-4-00-061322-4
- 『人権と憲法訴訟』（有斐閣、1994年）
- 『人権と議会政』（有斐閣、1996年）
- 『宗教·人権·憲法学』（有斐閣、1999年）

### 記念論集・評伝
- 『憲法訴訟と人権の理論　芦部信喜先生還暦記念』還暦記念論文集刊行会編、有斐閣、1985年、復刊2011年
- 渡辺秀樹『芦部信喜　平和への憲法学』岩波書店、2020年。ISBN 4-00-061427-4

## 門下生
- 高橋和之
- 戸波江二
- 戸松秀典
- 野坂泰司
- 長谷部恭男
- 日比野勤
- 渋谷秀樹
- 浦部法穂
- 高見勝利 - 小林直樹門下だが大きな影響を与えた
- 片山さつき[14]